# Владимиров, Леонид Евстафьевич
Леонид Евстафьевич Владимиров (1844—1917) — русский учёный-правовед, заслуженный профессор уголовного права в Харьковского университета. Основатель первых в России курсов для обучения журналистов.

## Биография
Родился 30 января (11 февраля) 1844 года.
Учился в Полтавской гимназии и на юридическом факультете Харьковского университета, где в 1866 году представил выпускное сочинение «Теория улик» и 31 января 1867 года был допущен к чтению лекций в качестве приват-доцента. В 1870 году защитил диссертацию «О значении врачей-экспертов в уголовном судопроизводстве» и был удостоен степени магистра уголовного права (утверждён 24 декабря 1870 года). В мае 1870 года был командирован за границу. С 31 января 1871 года — штатный доцент университета.
В 1872 году представил и защитил докторскую диссертацию «Суд присяжных», 14 февраля был утверждён в степени доктора уголовного права и избран экстраординарным профессором. При этом, срок заграничной командировки был продлён до 15 сентября 1872 года. С 24 июля 1874 года был ординарным профессором университета. С 1892 года — заслуженный профессор. Под его руководством студентами юридического факультета изданы «Таблицы преступлений и наказаний по русскому законодательству».
Приказом министра народного просвещения от 9 февраля 1892 года был оставлен на службе ещё на пять лет, но уже 20 сентября 1893 года, согласно прошению, был уволен с назначением пенсии.
С 1893 года был присяжным поверенным. Известен как адвокат, выступавший на нескольких громких процессах.
С 28 декабря 1888 года — действительный статский советник. Был награждён орденами Св. Станислава 2-й ст (1882) и Св. Анны 2-й ст. (1885).
В феврале 1905 года при активном участии Леонида Евстафьевича Владимирова в России организованы первые в стране курсы для обучения журналистов. 
Осенью того же года курсы прекратились в связи с революционными событиями.
Умер 17 июня 1917 года[по какому календарю?].